# Josip Broz Tito
Josip Broz Tito (kyrillisk: Јосип Броз Тито, udtales [jǒsip brôːz tîto]; født Josip Broz; 7. maj 1892 – 4. maj 1980) var en jugoslavisk revolutionær og statsmand, der besad flere politiske embeder fra 1943 og til sin død i 1980. Under 2. verdenskrig var han leder af de jugoslaviske partisaner, der ofte betragtes som den mest effektive modstandsbevægelse i det tysk-besatte Europa. Til trods for at hans præsidentperiode er blevet kritiseret som autoritær, og at der er blevet rejst mistanke om undertrykkelse af politiske modstandere, blev Tito af de fleste betragtet som en godgørende diktator" på grund af hans økonomiske og diplomatiske politik. Han var en populær offentlig figur både inden og uden for Jugoslaviens grænser. Tito, der blev set som et forenende symbol, vedligeholdt gennem sin indenrigspolitik en fredelig sameksistens mellem nationerne i det jugoslaviske forbund. Han blev yderligere kendt som en central skikkelse indenfor De alliancefrie landes bevægelse sammen med Indiens Jawaharlal Nehru, Egyptens Gamal Abdel Nasser og Indonesiens Sukarno.
Han var generalsekretær (senere formand for præsidiet) for Jugoslaviens kommunistiske liga (1939–80) og stod i spidsen for den jugoslaviske modstandsbevægelse, partisanerne (1941–45). Efter krigen var han premierminister (1944–63) og præsident (senere præsident på livstid) (1953–80) af Den Socialistiske Føderale Republik Jugoslavien (SFRJ). Fra 1943 og frem til sin død i 1980 var han marskal af Jugoslavien og tjente som øverstbefalende for det jugoslaviske militær, den jugoslaviske folkehær (JNA). Som følge af sit gode ry inden for begge blokke under den kolde krig modtog Tito 98 udmærkelser og ordener fra andre nationer, heriblandt Æreslegionen og Order of the Bath.
Josip Broz blev født som søn af en kroatisk far og slovensk mor i landsbyen Kumrovec i Kroatien. Efter at være blevet indkaldt til hæren udmærkede han sig ved gode præstationer og blev den yngste sergentmajor i den østrig-ungarske hær på daværende tidspunkt. Efter at være blevet alvorligt såret og taget til fange af soldater fra det kejserlige Rusland under første verdenskrig blev Broz sendt til arbejdslejr i Ural-bjergene. Han deltog i Oktoberrevolutionen og blev senere en del af en enhed af den røde garde i Omsk. Efter sin frigivelse rejste Broz hjem til det, der nu var blevet til Kongeriget Jugoslavien, hvor han meldte sig ind i Jugoslaviens kommunistiske parti (CPY).
Tito var hovedarkitekten bag det andet Jugoslavien, et socialistisk forbund, der varede fra 1943 til 1991–92. På trods af at han var en af grundlæggerne af Kominform, blev han snart herefter det første Kominform-medlem til at trodse den sovjetiske hegemoni, og det eneste der efterfølgende forlod Kominform og påbegyndte sit eget socialistiske program. Tito støttede op om uafhængige veje til socialisme (somme tider benævnt som "nationalkommunisme"). I 1951 implementerede han et selvforvaltningssystem, der adskilte Jugoslavien fra resten af Østbloklandene. En drejning hen mod en markedssocialistisk samfundsmodel førte i 1950'erne og 1960'erne til økonomisk ekspansion og i 1970'erne til et efterfølgende fald. Hans indenrigspolitik undertrykte nationalistiske bevægelser og søgte i stedet at fremme de seks jugoslaviske nationers "broderskab og enhed". Efter Titos død i 1980 vendte flere af tidligere tiders spændinger de jugoslaviske republikker imellem tilbage, og i 1991 gik landet i opløsning i en række krige, inter-etniske konflikter og optøjer, der kom til at vare resten af årtiet, og som fortsat påvirker flere af de tidligere jugoslaviske republikker. Tito er en kontroversiel figur i flere lande på Balkan.

## Tidlige liv

### Før første verdenskrig
|  |

Josip Broz blev født 7. maj 1892 i Kumrovec, en landsby i den nordlige kroatiske region Hrvatsko Zagorje, som på daværende tidspunkt var en del af Kongeriget Kroatien og Slavonien inden for det Østrig-Ungarske Kejserrige. Han var det niende barn af Franjo Broz og Marija Broz (født Javeršek), som tidligere havde mistet et antal børn som spæde. Han blev døbt og opdraget som romersk katolik. Hans far, Franjo (1860–1936), var kroat, hvis familie havde boet i landsbyen i tre århundreder, mens hans mor Marija (1864–1918), var slovener fra landsbyen Podsreda. Landsbyerne lå kun 16 km fra hinanden, og hans forældre var blevet gift 21. januar 1891. Franjo Broz havde arvet en ejendom på 4 hektar og et godt hus, men kunne ikke få held med deres landbrug. Josip brugte en stor del af sit førskoleliv på at bo hos sine morforældre i Podsreda, og her blev han sin morfar Martin Javeršeks yndling. Da han vendte tilbage til Kumrovec for at gå i skole, talte han slovensk bedre end kroatisk og havde lært at spille klaver. På trods af sin blandede herkomst blev Broz betragtet som etnisk kroat.
I juli 1900 begyndte Broz i en alder af otte år i grundskole i Kumrovec, men færdiggjorde kun fire års skolegang, dumpede 2. klasse og gik derefter ud af skolen i 1905. Som resultat af den begrænsede skolegang var han hele livet igennem dårlig til at stave. Efter at have forladt skolen arbejdede han til at begynde med på en familiegård tilhørende en onkel på sin mors side. I 1907 ønskede hans far, at han skulle emigrere til USA, men kunne ikke samle nok penge til rejsen. I stedet forlod Broz som 15-årig Kumrovec og rejste omkring 100 km sydpå til Sisak, hvor hans fætter Jurica Broz var i hæren. Jurica hjalp ham med at få et job i en restaurant, men Broz blev hurtigt træt af det arbejde og henvendte sig til en tjekkisk låsesmed, Nikola Karas, for en tre-års læreplads, inklusive oplæring, kost og logi. Da hans far ikke kunne betale for hans arbejdstøj, betalte Broz selv for det. Snart efter blev hans yngre bror Stjepan også lærling hos Karas. I sin tid som lærling blev han opfordret til at markere arbejdernes kampdag i 1909 og læste og solgte Slobodna Reč (Frie Ord), en socialistisk avis. Efter at være fuldt oplært i september 1910 gjorde Broz brug af sine kontakter til at få job i Zagreb, og i en alder af 18 år blev han medlem af Metalarbejdernes Fagforening og deltog i sin første demonstration. Han meldte sig også ind i Kroatien og Slavoniens socialdemokratiske parti.
Han vendte hjem i december 1910, og i begyndelsen af 1911 flyttede han en del rundt, da han først søgte job i Ljubljana, derefter Trieste, Kumrovec og Zagreb, hvor han reparerede cykler og deltog i sin første strejke på arbejdernes kampdag i 1911. Efter en kort periode med arbejde i Ljubljana arbejdede han mellem maj 1911 og maj 1912 på en fabrik i Kamnik i Kamnik–Savinja-alperne, og da den lukkede blev han tilbudt omplacering til Čenkov i Böhmen. Efter han ankom til sin nye arbejdsplads opdagede han at arbejdsgiveren søgte at bringe billigere arbejdskraft ind for at erstatte de lokale tjekkiske arbejdere, og han og andre deltog i en vellykket strejkeaktion for at tvinge arbejdsgiveren til at droppe denne strategi. Broz, der var drevet af nysgerrighed, flyttede derefter til Plzeň, hvor han var kortvarigt ansat ved Škodafabrikkerne, og rejste derefter til München i Bayern. Han arbejdede også på Benz-bilfabrikken i Mannheim og besøgte Ruhr. I oktober 1912 ankom han til Wien, hvor han boede med sin storebror Martin og dennes familie og arbejdede på Griedlfabrikkerne, inden han fik job i Wiener Neustadt, hvor han arbejdede for Daimler og ofte blev bedt om at testkøre bilerne. I løbet af denne tid brugte han meget tid på at øve fægtning og dans, og under sin træning og tidlige arbejdsliv lærte han at tale tysk og gebrokkent tjekkisk.

### Første verdenskrig
I maj 1913 blev Broz indkaldt til den østrig-ungarske hær til de obligatoriske to års værnepligt. Han fik godkendt sin anmodning om at tjene i det 25. kroatiske hjemmeværnsregiment (kroatisk: Domobran) i Zagreb. Efter at have lært at stå på ski i vinteren 1913–14 blev han sendt til en skole for underofficerer i Budapest, hvorefter han blev forfremmet til chefsergent og blev den yngste officer med den rang i sit regiment. Mindst en kilde nævner at han også var den yngste sergentmajor i hele den østrig-ungarske hær. Efter at have vundet regimentets fægtekonkurrence endte Broz med en andenplads i hærens fægtemesterskab i Budapest i maj 1914.
Kort efter første verdenskrig brød ud i 1914, marcherede det 25. kroatiske hjemmeværnsregiment til den serbiske grænse, men Broz blev arresteret for oprør og fængslet i Petrovaradin-fortet i det. der i dag er Novi Sad. Broz er efterfølgende kommet med divergerende forklaringer omkring sin arrestation og har fortalt en biograf,. at han havde truet med at desertere til russerne, men har omvendt også påstået, at hele sagen udsprang af en skrivefejl. En tredje version var, at nogen havde hørt ham sige at han håbede at det Østrig-Ungarske Rige ville blive besejret. Efter han blev frifundet og løsladt, tjente hans regiment kortvarigt på den serbiske front, før den blev omplaceret til Østfronten i Galicien i begyndelsen af 1915 for at bekæmpe Rusland. I et tilfælde gik den rekognosceringsdeling, han kommanderede over , bag fjendens linjer, hvor det lykkedes dem at tage 80 russiske soldater til fange og bringe dem tilbage bag deres egne linjer i live. I 1980 blev det opdaget, at han var blevet indstillet til at modtage en pris for tapperhed og initiativ i forbindelse med rekognisceringen og tilfangetagelsen af fangerne. 25. marts 1915, blev han alvorligt såret og selv taget til fange under et russisk angreb nær Bukovina. Broz, der nu var krigsfange, blev transporteret østpå til et hospital, der var blevet etableret i et gammelt kloster i byen Sviyazhsk ved Volga-floden nær Kazan. I løbet af de 13 måneder, han lå på hospitalet, havde han flere anfald af lungebetændelse og tyfus, men samtidig fik han lært russisk med hjælp fra to skolepiger, som bragte ham læsestof i form af klassiske russiske litterære værker fra forfattere såsom Tolstoj og Turgenjev.
Efter at have genvundet sin førlighed blev han i midten af 1916 forflyttet til fangelejren Ardatov i Samara guvernementet, hvor han benyttede sine færdigheder til at vedligeholde den nærliggende landsby-kornmølle. Ved krigens afslutning blev han igen forflyttet, denne gang til fangelejren Kungur nær Perm, hvor krigsfangerne blev brugt som arbejdskraft til at vedligeholde den nyligt færdiggjorte transsibiriske jernbane. Broz blev udvalgt til at være øverstansvarlig for alle lejrens krigsfanger. I løbet af denne periode blev han klar over, at Røde Kors-pakker, der blev sendt til krigsfangerne, blev stjålet af lejrpersonalet. Da han klagede over dette, blev han tæsket og smidt i fængsel. Under Februarrevolutionen brød en folkemængde ind i fængslet og lod Broz vende tilbage til fangelejren. En bolsjevik, som han havde stiftet bekendtskab med under arbejdet på jernbanen, fortalte Broz, at hans søn arbejdede i et bygningsværk i Petrograd, så i juni 1917 vandrede Broz ud af den ubevogtede fangelejr og skjulte sig på et godstog med kurs mod byen, hvor han opholdt sig hos sin vens søn. Journalisten Richard West har antydet, at når Broz valgte at blive i en ubevogtet fangelejr snarere end melde sig til at tjene i de jugoslaviske legioner i den serbiske hær, indikerer det at han forblev loyal overfor det Østrig-Ungarske Rige, og dette underminerer hans senere påstand om, at han og andre kroatiske krigsfanger var begejstrede over udsigten til revolution og så frem til at vælte det kejserrige, der havde hersket over dem.
Mindre end en måned efter Broz' ankomst til Petrograd udbrød julidage-demonstrationerne, og Broz, der tog del i disse, kom under beskydning fra regeringstropper. I kølandet på dette forsøgte han at flygte til Finland for at kunne komme videre til USA, men blev stoppet ved den finske grænse. Han blev arresteret sammen med andre mistænkte bolsjevikker under den nedkæmpelse, der fulgte fra den russiske provisoriske regering under ledelse af Aleksandr Kerenskij. Broz blev fængslet i Peter-Paulus-fæstningen i tre uger, hvor han fastholdt at være en uskyldig borger fra Perm. Da han endelig indrømmede at være en undsluppen krigsfange, skulle han via tog returneres til Kungur, men undslap ved Jekaterinburg og tog derefter et andet tog, der nåede Omsk i Sibirien 8. november efter en rejse på 3200 km. På et tidspunkt gennemsøgte politiet toget på jagt efter en undsluppet krigsfange, men blev narret af Broz' flydende russiske.
I Omsk blev toget stoppet af lokale bolsjevikker, som fortalte Broz, at Vladimir Lenin havde taget kontrol over Petrograd. De rekrutterede ham til en international rød garde, som bevogtede den transsibiriske jernbane i vinteren 1917–18. I maj 1918 fik den anti-bolsjevistiske tjekkoslovakiske legion tilkæmpet sig kontrollen med dele af Sibirien fra bolsjevistiske styrker, og den provisoriske sibiriske regering etablerede sig selv i Omsk, hvorpå Broz og hans kammerater gik i skjul. I denne sammenhæng mødte Broz en lokal 14-årig pige, Pelagija "Polka" Belousova, som holdt ham skjult og efterfølgende hjalp ham med at undslippe til en kirgisisk landsby 65 km fra Omsk. Broz arbejdede igen med at vedligeholde den lokale mølle frem til november 1919, hvor den røde hær generobrede Omsk fra den hvide hær, der var loyal mod Aleksandr Koltjaks provisoriske helrussiske regering . Han flyttede tilbage til Omsk og giftede sig med Belousova i januar 1920. Ved deres bryllup var Broz 27 år gammel og Belousova var 15. I efteråret 1920 vendte han og hans gravide kone tilbage til hans hjemland, først via tog til Narva, via skib til Stettin, derefter via tog til Wien, hvor de ankom 20. september. I begyndelsen af oktober vendte Broz endelig hjem til Kumrovec i det, der nu var blevet til Kongeriget af Serbere, Kroater og Slovenere, og fandt ud af, at hans mor var død og hans far var flyttet til Jastrebarsko nær Zagreb. Kilder er uenige om, hvor vidt Broz meldte sig ind i det kommunistiske parti, mens han var i Rusland, men han han har selv udtalt, at første gang, han meldte sig ind i et kommunistisk parti, var i Zagreb, efter at han var vendt tilbage til sit hjemland.

### Kommunistisk aktivitet i mellemkrigstiden
Efter at være vendt hjem kunne Broz ikke finde arbejde som metalarbejder i Kumrovec, så han og hans kone flyttede til Zagreb, hvor han arbejdede som tjener og tog del i en tjenerstrejke. Han meldte sig også ind i Jugoslaviens kommunistparti (CPY). Han blev bedt om at tale ved et fagforeningsmøde for at markere årsdagen for Oktoberrevolutionen og afsluttede sin tale med ordene "arbejderne kan kun erobre ved hjælp af våben". I samme måned arbejdede han for CPY i valgkampen til den grundlovgivende forsamling, som skulle vedtage den nye stats forfatning. CPY's indflydelse på det politiske liv i Kongeriget Jugoslavien skiftede hurtigt. Ved valget i 1920 vandt partiet 59 pladser i forsamlingen og blev det tredjestørste parti. Efter at den jugoslaviske indenrigsminister, Milorad Drašković, blev myrdet af en ung kommunist 2. august 1921, blev CPY erklæret ulovligt i den Jugoslaviske Statssikkerheds-Akt fra 1921.
På grund af sine åbenlyse kommunistiske forbindelser blev Broz fyret fra sin arbejdsplads. Han og hustruen flyttede derefter til landsbyen Veliko Trojstvo, hvor han arbejdede som møllemekaniker. Efter at kommunistpartiets ledelse var blevet arresteret i januar 1922 overtog Stevo Sabić kontrollen med dets aktiviteter. Sabić kontaktede Broz, som gik med til at arbejde ulovligt for partiet ved at omdele materiale og agitere blandt fabriksarbejdere. Der udviklede sig en splittelse i partiet mellem dem, der ønskede at føre moderat politik og dem, der talte for voldelig revolution, og Broz tilsluttede sig de sidstnævnte. I 1924 blev Broz valgt til partiets distriktkomité, men da han holdt tale ved en kammerats katolske begravelse, blev han arresteret efter klager fra præsten. Efter at være blevet ført igennem byen i kæder blev han tilbageholdt i otte dage, inden han blev sigtet for at forstyrre den offentlige ro og orden. Takket være en serbisk-ortodoks anklager, som hadede katolikker, lykkedes det Broz og hans medanklagede at blive frikendt. Hans sammenstød med loven havde dog stemplet ham som kommunistisk agitator, og hans hjem blev ransaget på næsten ugentlig basis. Siden deres ankomst til Jugoslavien havde Pelagija mistet tre spædbørn, samt en datter, Zlatina, da denne var to år gammel. Broz blev dybt påvirket af tabet af Zlatina. I 1924 fødte Pelagija en dreng, Žarko, som overlevede. I midten af 1925 døde Broz' arbejdsgiver, og den nye mølleejer gav ham et ultimatum om, at han enten skulle opgive sine kommunistiske aktiviteter eller miste sit job. Broz valgte at fastholde sin kommunisme og blev derfor som 33-årig professionel revolutionær.
CPY koncentrerede sine revolutionære aktiviteter om fabriksarbejdere i de særligt industrialiserede dele af Kroatien og Slovenien, hvor de opfordrede til strejker og lignende handlinger. I 1925 flyttede den nu arbejdsløse Broz til Kraljevica på den adriatiske kyst, hvor han påbegyndte arbejde på et skibsværft for at fremme CPY's interesser. I sin tid i Kraljevica arbejdede han på jugoslaviske torpedobåde og en lystyacht til politikeren Milan Stojadinović fra det Radikale folkeparti. Broz opbyggede en fagforeningsorganisation på værfterne og blev valgt som tillidsmand. Et år senere førte han an i en strejke på værftet og blev kort efter fyret. I oktober 1926 fandt han arbejde på et jernbanefabrik i Smederevska Palanka nær Beograd. I marts 1927 skrev han en artikel, hvori han klagede over udnyttelsen af arbejderne på fabrikken, og efter at have taget en anden arbejder i forsvar blev han igen prompte fyret. CPY vurderede ham efterfølgende værdig til forfremmelse, og han blev udpeget til sekretær for Zagreb-delen af Metalarbejdernes Fagforening og snart efter for hele den kroatiske del af fagforeningen. I juli 1927 blev Broz sammen med seks andre arbejdere arresteret og fængslet i det nærliggende Ogulin. Efter at være blevet holdt der uden tiltale i et stykke tid påbegyndte Broz en sultestrejke for at få en dato for sin retssag. Retssagen blev afholdt i det skjulte, og han blev dømt skyldig i at være medlem af CPY. Efter at være blevet idømt fire måneders fængsel blev han løsladt fra fængslet, mens han afventede en ankesag. CPY beordrede Broz til ikke at melde sig i retten til ankehørelsen og i stedet gå i skjul i Zagreb. Iført mørke briller og forfalskede papirer udgav Broz sig for at være en middelklasse-tekniker i maskinindustrien og arbejdede undercover for at kontakte andre CPY-medlemmer og koordinere deres infiltration af fagforeningerne.
I februar 1928 var Broz en af 32 delegerede til en konference for Zagreb-delen af CPY. Under konferencen fordømte Broz visse fraktioner inden for partiet. Blandt disse var dem, der talte for en storserbisk agenda inden for Jugoslavien, såsom den erfarne CPY-leder, serberen Sima Marković. Broz opfordrede Kominterns eksekutivkomité til at rense ud i den udbredte fraktionalisme og blev støttet af en delegeret, der var blevet sendt fra Moskva. Efter det blev foreslået at afskedige hele Zagreb-afdelingens centralkomité blev der valgt en ny centralkomité med Broz som sekretær. Marković blev efterfølgende ekskluderet fra CPY på Kominterns fjerde kongres, og CPY vedtog en politik om at arbejde for en opdeling af Jugoslavien. Samme år arrangerede Broz en afbrydelse af et møde i det socialdemokratiske parti på arbejdernes kampdag, og da det efterfølgende kom til håndgemæng udenfor mødestedet, blev Broz arresteret af politiet. Det lykkedes ham at opretholde sin falske identitet, og han blev sigtet under sit dæknavn for forstyrrelse af offentlig ro og orden. Han blev fængslet i 14 dage og derefter løsladt, hvorpå han vendte tilbage til sine tidligere aktiviteter. Politiet kom dog på sporet af ham og fandt ham ved hjælp af en informant. Han blev mishandlet og holdt fanget i tre måneder, inden han i november 1928 blev retsforfulgt for sine ulovlige kommunistiske aktiviteter. Her blev han fundet skyldig og idømt fem års fængsel.
Efter hans dom vendte hans kone og søn tilbage til Kumrovec, hvor de blev hjulpet af sympatiserende landsbyboere, men en dag forsvandt de tilsyneladende uden et ord og vendte tilbage til Sovjetunionen. Efter sin ankomst til Lepoglava-fængslet blev Broz sat til at vedligeholde det elektriske system, og som assistent valgte han en middelklasse-jøde fra Beograd, Moša Pijade, som var blevet idømt 20 års fængsel for sine kommunistiske aktiviteter. Deres arbejde tillod Broz og Pijade at bevæge sig relativt frit rundt omkring i fængslet, og de kunne derfor kontakte og organisere de andre kommunistiske fanger. I deres tid sammen i Lepoglava blev Pijade Brozs ideologiske mentor. Efter to et halvt år i Lepoglava blev Broz beskyldt for flugtforsøg og overført til Maribor-fængslet, hvor han sad i isolationsfængsel i flere måneder. Efter at have udstået sin straf blev han løsladt blot for at blive arresteret igen, det sekund han satte foden uden for fængslet, og han blev transporteret til Ogulin, hvor han skulle afsone de fire måneder, som han havde undgået i 1927. Han blev endeligt løsladt fra fængslet i marts 1934, men selv da blev han beordret til at blive i Kumrovec og melde sig dagligt til politiet. Efter sin løsladelse levede han incognito og anvendte flere noms de guerre, heriblandt "Walter", "Rudi", og det navn, han senere skulle blive synonym med, "Tito".
I 1934 sendte Zagrebs provinsielle komité Tito til Wien, hvor alle CPY's centralkomitéer havde søgt tilflugt. Han blev udpeget til komiteen og begyndte efterfølgende at vælge sine allierede, heriblandt Edvard Kardelj, Milovan Đilas, Aleksandar Ranković og Boris Kidrič. I 1935 rejste Tito til Sovjetunionen, hvor han i et år arbejdede for Balkan-delen af Komintern. Her var han medlem af det sovjetiske kommunistparti og det sovjetiske hemmelige politi NKVD. Tito var også involveret i rekrutteringen til Dimitrov-bataljonen, en gruppe frivillige, der kæmpede på republikanernes side i den spanske borgerkrig som en del af de internationale brigader. I 1936 vendte Kominterns "Kammerat Walter" (dvs. Tito) tilbage til Jugoslavien for at udrense det jugoslaviske kommunistiske parti, og senere samme år døde hans far. I 1937 beordrede Stalin CPY's generalsekretær, Milan Gorkić, myrdet i Moskva. Efterfølgende blev Tito udpeget til generalsekretær for det stadig ulovlige CPY.

## 2. verdenskrig

### Modstandskampen i Jugoslavien
6. april 1941 påbegyndte tyske styrker med ungarsk og italiensk assistance en invasion af Jugoslavien. 10. april 1941 udråbte Slavko Kvaternik den Uafhængige Stat Kroatien, og Tito reagerede ved at danne en militærkomité indenfor CPY's centralkomité. Kongeriget Jugoslavien, der var under angreb fra alle sider, faldt hurtigt til de invaderende styrker. 17. april 1941, efter at kong Peter 2. og andre medlemmer af regeringen var flygtet ud af landet, mødtes de tilbageværende repræsentanter for regeringen og militæret med de tyske embedsmænd i Beograd. De blev hurtigt enige om at Jugoslavien skulle overgive sig og opgive al militær modstand. 1. maj 1941 udgav Tito en pjece, der indeholdt en opfordring til befolkningen om at forene sig og bekæmpe besættelsen. 27. juni 1941 udpegede CPY's centralkomité Tito som øverstkommanderende for alle nationale befrielsesstyrker. 1. juli 1941 sendte Komintern præcise instruktioner, der krævede øjeblikkelig handling.
På trods af konflikter med den rivaliserende monarkistiske Tjetnik-bevægelse lykkedes det Titos partisaner at befri flere territorier, hvoraf den bedst kendte befrielse er den kortvarige "Republikken Užice". I denne periode havde Tito flere drøftelser med Tjetnik-lederen Draža Mihailović 19. september og 27. oktober 1941. På Titos ordrer assisterede partisanstyrkerne flygtende jøder, og mere end 2000 jøder kæmpede under Titos kommando.
21. december 1941 oprettede partisanerne den Første proletariske Brigade (under Koča Popović' kommando), og 1. marts 1942 oprettede Tito den Anden proletariske Brigade. Partisanerne organiserede folkekomiteer i de befriede områder til at fungere som civilregering. Det antifascistiske råd for Jugoslaviens nationale befrielse samledes i Bihać 26.–27. november 1942 og i Jajce 29. november året efter. På de to forsamlinger etablerede repræsentanter for modstandsbevægelsen grundlaget for efterkrigs-organiseringen af landet og besluttede sig for et forbund af jugoslaviske nationer. I Jajce blev et 67-medlems "formandskab" valgt og etablerede en National Befrielseskomité med ni medlemmer (heraf fem kommunistiske) og Tito som præsident til at fungere som de facto provisorisk regering.
Efterhånden som muligheden for en allieret invasion af Balkan voksede, begyndte aksemagterne at fokusere mere intensivt på ødelæggelsen af partisanernes hovedstyrke og kommandoenhed. Dette betød blandt andet, at der blev iværksat et koordineret tysk forsøg på at fange Josip Broz Tito personligt. 25. maj 1944 lykkedes det ham at undslippe tyskerne efter Operation Rösselsprung, hvor faldskærmstropper angreb hans hovedkvarter i Drvar i Bosnien.
Efter det lykkedes partisanerne at undgå og overleve de intense angreb fra aksemagterne mellem januar og juni 1943, og det blev tydeligt at tjetnikkerne havde samarbejdet med aksemagterne, flyttede de allierede ledere deres støtte fra Draža Mihailović til Tito. Kong Peter 2., den amerikanske præsident Franklin Roosevelt og den britiske premierminister Winston Churchill fulgte alle den sovjetiske leder Joseph Stalins eksempel og anerkendte Tito og partisanerne ved Teherankonferencen. Dette resulterede i, at de allierede begyndte at smide nødhjælp ned med faldskærm bag aksemagternes frontlinjer for at hjælpe partisanerne. 17. juni 1944 blev der på den dalmatiske ø Vis indgået en aftale (ofte kaldet Tito-Šubašić-aftalen) i et forsøg på at fusionere Titos regering (det antifascistiske råd) med kong Peter 2.'s eksilregering. Balkan Air Force blev dannet i juni 1944 med det formål at kontrollere operationer, der hovedsageligt havde til formål at hjælpe Titos styrker.
12. september 1944 opfordrede kong Peter 2. alle jugoslaver til at forene sig under Tito og bekendtgjorde, at de, der måtte nægte, ville være "forrædere", og fra dette punkt og frem var Tito officielt anerkendt af alle allierede autoriteter (inklusive eksilregeringen) som Jugoslaviens premierminister, i tillæg til øverstkommanderende for de jugoslaviske styrker. 28. september 1944 rapporterede det sovjetiske telegrafbureau TASS, at Tito havde underskrevet en aftale med Sovjetunionen, der tillod "midlertidig adgang" for sovjetiske tropper i jugoslaviske territorier, hvilket tillod den røde hær at assistere med militæroperationer i den nordøstlige del af Jugoslavien. Med deres strategiske højre flanke sikret af de Allieredes fremstød kunne partisanerne forberede og påbegynde en massiv generel offensiv, hvorved det lykkedes dem at bryde igennem de tyske linjer og tvinge tyskerne ud på den anden side af de jugoslaviske grænser. Efter partisanernes sejr og afslutningen på fjendtlighederne i Europa blev alle eksterne styrker beordret ud af jugoslavisk territorium.
I de sidste dage af 2. verdenskrig var partisanenheder ansvarlige for de overgreb, der fulgte Bleiburg-hjemsendelserne, og der er senere blevet rejst mistanke om Titos medansvar for dette. Flere forfattere har dog taget Tito i forsvar og påpeget, at han flere gange opfordrede de flygtende kolonner til at overgive sig og tilbød amnesti i et forsøg på at undgå en ukontrolleret overgivelse. 14. maj udsendte han et telegram til hovedkvarteret for den slovenske partisanhær, hvori han forbød henrettelsen af krigsfanger og beordrede, at alle mistænkte skulle overføres til en militærdomstol.

### Efter befrielsen
7. marts 1945 samlede Tito den provisoriske regering for det Demokratiske føderale Jugoslavien (Demokratska Federativna Jugoslavija, DFY) i Beograd. Denne regering blev anført af Tito som provisorisk jugoslavisk premierminister og inkluderede repræsentanter fra den kongelige eksilregering, heriblandt Ivan Šubašić. Som følge af aftalen mellem modstandsledere og eksilregeringen blev der efter krigen afholdt valg for at afgøre den fremtidige regeringsform. I november 1945 vandt Titos pro-republikanske Folkefront, anført af CPY, et overvældende flertal af stemmerne, hvilket førte til, at afstemningen efterfølgende blev boykottet af monarkisterne. På denne tid nød Tito en enorm popularitet, og han blev overordnet af befolkningen betragtet som Jugoslaviens befrier. Det lykkedes den jugoslaviske regering i den tiden umiddebart efter krigen at forene et land, der var blevet alvorligt ramt af ultranationalistiske omvæltninger og ødelæggelser under krigen, ved at undertrykke de nationalistiske tendenser i de forskellige nationer til fordel for tolerance og et fælles jugoslavisk mål. Efter en overvældende valgsejr blev Tito godkendt som premierminister og udenrigsminister for DFY. Landet blev snart herefter omdøbt til "Den føderale republik Jugoslavien" (FPRY). 29. november 1945 blev kong Peter 2. officielt afsat af den jugoslaviske lovgivende forsamling. Forsamlingen lavede snart efter et udkast til en ny, republikansk forfatning.
Jugoslavien organiserede den jugoslaviske folkehær (Jugoslavenska narodna armija, eller JNA) fra Partisan-bevægelsen, der på daværende tidspunkt var den fjerdestærkeste hær i Europa. Statssikkerhedsadministrationen (Uprava državne bezbednosti/sigurnosti/varnosti, UDBA) blev også dannet som det nye hemmelige politi, sideløbende med en efterretningstjeneste, Ministeriet for Folkets Sikkerhed (Organ Zaštite Naroda (Armije), OZNA). Den jugoslaviske efterretningstjeneste fik besked på at arrestere og retsforfølge et stort antal nazi-kollaboratører - en kontroversiel opgave, da dette blandt andet omfattede katolske gejstlige pga. den kroatiske katolske kirkes omfattende samarbejde med Ustaša-regimet. Draža Mihailović blev fundet skyldig i kollaboration, højforræderi og krigsforbrydelser og blev efterfølgende henrettet ved skydning i juli 1946.
Premierminister Josip Broz Tito mødtes med lederen af Jugoslaviens Bispekonference,  Zagrebs ærkebiskop Aloysius Stepinac, 4. juni 1945, to dage efter dennes løsladelse fra fangenskab. De to kunne ikke nå til enighed om den katolske kirkes rolle. Under Stepinacs ledelse udsendte bispekonferencen et brev, der fordømte krigsforbrydelser, der angiveligt var begået af partisanerne i september 1945. Året efter blev Stepinac arresteret og sigtet for at have hjulpet Ustaše-regimet med at sprede rædsel og for at støtte tvungen konvertering af serbere til katolicisme. Han blev fundet skyldig og idømt 16 års fængsel. Stepinacs dom fik i oktober 1946 Vatikanet til at afholde en særsession (den første i mere end 75 år), hvor det ekskommunikerede Tito og den jugoslaviske regering. I anerkendelse af hans status fik Stepinac særbehandling i systemet, og dommen blev snart forkortet og reduceret til husarrest, med muligheden for emigration holdt åben.
I årene umiddelbart efter krigen slog regeringen hårdt ned på politiske dissidenter, og arrestationer, skueprocesser, tvungen kollektivisering og undertrykkelse af kirker og religion var udbredte fænomener.

## Præsident

### Tito–Stalin-konflikten
I modsætning til de andre nye, kommunistiske stater i Øst- og Centraleuropa frigjorde Jugoslavien sig fra Aksemagternes besættelse med meget begrænset støtte fra den Røde Hær. Titos ledende rolle i befrielsen af Jugoslavien styrkede hans position i partiet og blandt de jugoslaviske folk, men gjorde ham derudover også mere vedholdende i sit ønske om, at Jugoslavien skulle have mere plads til at forfølge sine egne interesser - i modsætning til de andre Østblok-ledere, der havde mere tungtvejende grunde til (og forventninger om) at anerkende den sovjetiske befrielse af deres lande fra Aksemagternes kontrol.
I tiden umiddelbart efter 2. verdenskrig havde der været flere væbnede sammenstød mellem Jugoslavien og Vestblokken. Efter krigen annekterede Jugoslavien det italienske territorium Istrien såvel som byerne Zadar og Rijeka. Den jugoslaviske ledelse søgte en måde, hvorpå de også kunne annektere Trieste som en del af landet, hvilket de vestlige Allierede modsatte sig. Dette førte til flere væbnede sammenstød - særligt i form af jugoslaviske jagerflys angreb på amerikanske transportfly, hvilket medførte en bitter kritik fra vestlig side. Stalin modsatte sig disse provokationer, da han ikke mente Sovjetunionen var klar til at møde vesten i åben krig så hurtigt efter 2. verdenskrig, og frygtede de amerikanske atomvåben, da Sovjetunionens stadig kun var i testfasen. Herudover støttede Tito også åbent den kommunistiske side i den græske borgerkrig, mens Stalin holdt afstand, da han tidligere havde indgået en aftale med Winston Churchill om ikke at forfølge sovjetiske interesser i landet. Han støttede dog stadig den græske kommunistiske kamp politisk, hvilket kunne ses i flere forsamlinger i FN's Sikkerhedsråd.
4. maj 1948 kritiserede Sovjetunionen Tito og CPY ikke at anerkende og rette deres fejl og fortsatte med at beskylde dem for at være for stolte over deres sejre over tyskerne og fastholdt, at den Røde Hær havde reddet de jugoslaviske partisaner fra total ødelæggelse. Titos svar kom 17. maj og antydede, at konflikten kunne løses på det Kominform-møde, der skulle afholdes i juni. Tito deltog imidlertid ikke i mødet, da han frygtede, at Jugoslavien ville blive angrebet. I 1949 eskalerede krisen næsten til en væbnet konflikt, da ungarske og sovjetiske styrker samledes ved den nordlige jugoslaviske grænse. Den 28. juni bortviste de andre Kominform-medlemslande Jugoslavien på grund af landets "nationalistiske elementer", som det var "lykkedes henover de seneste fem eller seks måneder at opnå en dominerende position i ledelsen" af CPY. Moskva formodede, at når først det blev alment kendt, at Tito ikke længere var støttet af Sovjetunionen, ville hans regime falde; Stalin skulle angiveligt have udtalt 'Jeg vil ryste min lillefinger, og der vil ikke længere være nogen Tito'. Bortvisningen udelukkede de facto Jugoslavien fra den internationale sammenslutning af socialistiske stater, og de andre socialistiske stater i Østeuropa foretog efterfølgende udrensninger af angivelige "titoister". Stalin tog sagen personligt og arrangerede flere attentatforsøg på Tito, som dog alle slog fejl. I en korrespondance mellem de to skrev Tito åbent:
| Citat | Hold op med at sende folk for at dræbe mig. Vi har allerede fanget fem af dem, en af dem med en bombe og en anden med en riffel. [...] Hvis du ikke holder op med at sende mordere, vil jeg sende en til Moskva, og jeg vil ikke behøve at sende en anden. | Citat |
|       | |       |

En alvorlig konsekvens af spændingerne mellem Jugoslavien og Sovjetunionen var Titos beslutning om at påbegynde en omfattende undertrykkelse af enhver virkelig eller angivelig modstander af hans eget syn på Jugoslavien. Denne undertrykkelse gjaldt ikke blot kendte og angivelige stalinister, men også medlemmer af kommunistpartiet og enhver, der udviste sympati for Sovjetunionen. Fremtrædende partisanere såsom Vlado Dapčević og Dragoljub Mićunović blev ofre for denne periodes voldsomme undertrykkelse, der varede frem til 1956 og indebar alvorlige brud på menneskerettighederne. Titusinder af politiske modstandere blev tvunget i arbejdslejre, såsom Goli Otok, og hundreder døde.
Titos afstandtagen fra Sovjetunionen gjorde det muligt for Jugoslavien at modtage amerikansk hjælp via Economic Cooperation Administration (ECA), den samme amerikanske hjælpeinstitution som administrerede Marshall-hjælpen. Han nægtede dog at indrette sig efter den vestlige agenda, hvilket ellers på daværende tidspunkt var den normale konsekvens af at acceptere amerikansk hjælp. Efter Stalins død i 1953 blev forholdet til Sovjetunionen mere afslappet. Tito begyndte at modtage hjælp fra Comecon og udnyttede på denne måde Tito Øst-Vest-antagonismen til sin egen fordel. I stedet for at vælge side var han en central aktør i opstarten af De alliancefrie landes bevægelse, som kom til at fungere som en 'tredje vej' for lande, der var interesserede i at holde sig uden for opdelingen mellem Øst og Vest.
Uenigheden mellem Tito og Stalin var betydningsfuld, ikke blot for Jugoslavien og Tito, men også for den globale udvikling af socialisme, da den var den første store kløft mellem to kommunistiske lande. Den såede tvivl om Kominterns påstand om, at socialisme skulle være en forenende kraft, der før eller siden ville kontrollere hele verden, da Tito blev den første (og eneste vellykkede) socialistiske leder, som trodsede Stalins ledelse af Kominform. Denne konflikt med Sovjetunionen blev på den internationale scene mødt med stor anerkendelse af Tito, men udløste også en periode med ustabilitet, der ofte omtales som "Informbiro-perioden. Titos form for kommunisme blev omtalt som "titoisme" i Moskva, og man opfordrede til udrensning af formodede "titoister" i Østblokken.
26. juni 1950 vedtog Nationalforsamlingen et centralt lovforslag, udarbejdet af Milovan Đilas og Tito, om "selvforvaltning" (samoupravljanje): en type kooperativt uafhængigt socialistisk eksperiment, der introducerede overskudsdeling og arbejdspladsdemokrati i tidligere statsstyrede virksomheder, som i stedet gik over til at blive ejet direkte af de ansatte. 13. januar 1953 blev det slået fast. at loven om selvforvaltining var grundlaget for hele den sociale orden i Jugoslavien. Dagen efter, 14. januar 1953, efterfulgte Tito Ivan Ribar som Jugoslaviens præsident. Efter Stalins død afviste Tito Sovjetunionens invitation til et besøg for at diskutere normalisering af forholdet mellem de to lande. I stedet besøgt Nikita Khrusjtjov og Nikolaj Bulganin Tito i Beograd i 1955, hvor de undskyldte for de forseelser, der var sket under Stalins ledelse. Året efter besøgte Tito så endelig Sovjetunionen, hvilket skulle vise verden, at fjendskabet mellem Jugoslavien og Sovjetunionen var under opblødning. Forholdet mellem Jugoslavien og Sovjetunionen nåede dog senere et nyt lavpunkt i slutningen af 1960'erne.
Tito-Stalin-konflikten havde store konsekvenser for lande uden for Jugoslavien og Sovjetunionen. Den er blandt andet blevet nævnt som en af årsagerne til Slánský-retssagen i Tjekkoslovakiet, hvor 14 højtrangerende kommunistiske embedsmænd blev udrenset, heraf 11 henrettet. Stalin havde lagt tryk på Tjekkoslovakiet for at foretage udrensninger, der skulle afskrække folk fra at sprede idéen om en "national vej til socialisme"," som den Tito talte for.

### De alliancefrie landes bevægelse
Under Titos ledelse blev Jugoslavien et af de grundlæggende medlemmer af De alliancefrie landes bevægelse. I 1961 grundlagde Tito bevægelsen sammen med Egyptens Gamal Abdel Nasser, Indiens Jawaharlal Nehru, Indonesiens Sukarno og Ghanas Kwame Nkrumah i det, der blev kaldt "De fems initiativ" (Tito, Nehru, Nasser, Sukarno, Nkrumah), og etablerede derigennem stærke bånd med tredjeverdenslande. Dette medførte en stor forbedring af Jugoslaviens internationale ry. 1. september 1961 blev Josip Broz Tito den første generalsekretær for bevægelsen.
Titos udenrigspolitik førte til forhold til en lang række forskellige regeringer, eksempelvis gennem gensidige besøg med kejser Haile Selassie af Etiopien, hvor en gade blev opkaldt efter ham.
Tito var kendt for at have en stærk tro på retten til selvbestemmelse for at føre en neutral udenrigspolitik under den kolde krig og for at etablere tætte bånd med flere udviklingslande. Hans offentlige taler gentog ofte, at neutralitet og samarbejde med alle lande ville være naturligt, så længe disse lande ikke anvendte deres indflydelse til at presse Jugoslavien til at vælge side. Han havde generelt et godt forhold til USA og Vesteuropa.
Jugoslavien havde en liberal rejsepolitik, der tillod udlændinge at rejse frit igennem landet og dets egne borgere frit at rejse omkring i verden, hvor dette ellers normalt blev begrænset i kommunistiske lande. Tito mødte mange verdensledere i sin regeringstid, heriblandt sovjetiske ledere såsom Josef Stalin, Nikita Khrusjtjov og Leonid Bresjnev; Egyptens Gamal Abdel Nasser, Indiens Jawaharlal Nehru og Indira Gandhi; de britiske premierministre Winston Churchill, James Callaghan og Margaret Thatcher; de amerikanske præsidenter Dwight D. Eisenhower, John F. Kennedy, Richard Nixon, Gerald Ford og Jimmy Carter. Blandt andre politiske ledere, dignitarer og statsoverhoveder, som Tito mødte mindst en gang, var Che Guevara, Fidel Castro, Yasser Arafat, Willy Brandt, Helmut Schmidt, Georges Pompidou, dronning Elizabeth 2., Hua Guofeng, Kim Il Sung, Sukarno, sheikh Mujibur Rahman, Suharto, Idi Amin, Haile Selassie, Kenneth Kaunda, Gaddafi, Erich Honecker, Nicolae Ceaușescu, János Kádár og Urho Kekkonen. Han mødte også flere berømtheder.
I 1953 rejste Tito til Storbritannien på statsbesøg og for at møde Winston Churchill. Han besøgte her blandt andet Cambridge og universitetsbiblioteket.
Tito var i Indien fra 22. december 1954 til 8. januar 1955. Efter han vendte tilbage, lempede han flere af begrænsningerne for kirker og spirituelle institutioner i Jugoslavien.
Tito udviklede også tætte relationer til Burma under U Nu, da han rejste til landet i 1955 og igen i 1959, selvom hans forhold til den nye leder Ne Win i 1959 ikke var helt så tæt.
På grund af dets neutralitet ville Jugoslavien ofte være blandt de sjældne kommunistiske lande, der havde relationer til højreorienterede, antikommunistiske regeringer. For eksempel var Jugoslavien det eneste kommunistiske land, der fik lov at have en ambassade i Alfredo Stroessners Paraguay. En bemærkelsesværdig undtagelse fra Jugoslaviens neutralitet mod antikommunistiske lande var Chile under Pinochet; Jugoslavien var et af mange lande, der afbrød alle diplomatiske relationer med Chile, efter at Salvador Allende blev væltet. Jugoslavien ydede også militær hjælp og våben til stålsatte antikommunistiske regimer såsom Guatemala under Kjell Eugenio Laugerud García.

### Reformer
7. april 1963 ændrede landet officielt navn til Den Socialistiske Føderale Republik Jugoslavien. Der blev efterfølgende gennemført reformer, som skulle opmuntre til private foretagender, såvel som stærkt mildnede begrænsninger for religion. Tito tog efterfølgende på en rundrejse i Amerika. I Chile trak to ministre sig fra deres embede i protest over hans besøg til landet. I efteråret 1960 havde Tito mødtes med den amerikanske præsident Dwight D. Eisenhower under et møde i FN's Generalforsamling. Tito og Eisenhower diskuterede en lang række emner fra våbenkontrol til økonomisk udvikling. Da Eisenhower bemærkede, at Jugoslaviens neutralitet var "neutral på hans side", svarede Tito, at neutralitet ikke indebar passivitet, men at man "ikke vælger side".
Tito indgik en aftale med Vatikanet i 1966, delvist bragt i stand efter den antikommunistiske ærkebiskop i Zagreb Aloysius Stepinacs død i 1960 og forandringer i kirkens tilgang til at modsætte sig kommunisme som følge af det Andet Vatikanerkoncil. Aftalen gav nye friheder til den jugoslaviske romersk-katolske kirke og skabte også bedre forhold mellem parterne, som ellers havde forhindret udnævnelsen af nye biskopper i Jugoslavien siden 1945. Titos nye socialisme blev mødt med modstand fra traditionelle kommunister, hvilket kulminerede i en konspiration under ledelse af Aleksandar Ranković. Samme år erklærede Tito, at kommunister fra nu af skulle fastslå Jugoslaviens vej frem via deres argumenters styrke (hvilket indebar opgivelsen af leninistisk ortodoksi og i stedet udviklingen af liberal kommunisme). Det hemmelige politi UDBA blev frataget meget af sin magt og fik reduceret sit personale til kun at bestå af 5000 mand.
1. januar 1967 blev Jugoslavien det første kommunistiske land til at åbne sine grænser for alle udenlandske besøgende og afskaffe visumkrav. Samme år engagerede Tito sig i at finde en fredelig løsning på den arabisk-israelske konflikt. Hans plan opfordrede araberne til at anerkende staten Israel til gengæld for at få de territorier tilbage, som Israel havde erobret.
I 1968 tilbød Tito den tjekkoslovakiske leder Alexander Dubček, at han kunne flyve til Prag med tre timers varsel, hvis han behøvede hjælp til at modstå Sovjetunionen. I april 1969 fjernede Tito generalerne Ivan Gošnjak og Rade Hamović i kølvandet på invasionen af Tjekkoslovakiet, da det viste sig, at den jugoslaviske hær ikke var forberedt på at kunne besvare en lignende invasion af Jugoslavien.
I 1971 blev Tito genvalgt som præsident af forbundsforsamlingen for sjette gang. I sin tale for forsamlingen introducerede han 20 omfattende forfatningsændringer, der skulle udgøre en opdateret ramme, som landets styre ville blive baseret på. Ændringerne omfattede et kollektivt formandskab, et 22 mand stort råd, der bestod af valgte repræsentanter fra seks republikker og to autonome provinser. Dette råd ville have én leder for formandskabet, og denne rolle ville gå på skift blandt de seks republikker. Hvis forbundsforsamlingen ikke kunne blive enige om lovgivning, ville det kollektive formandskab have muligheden for at herske gennem dekreter. Ændringerne styrkede også kabinettet med betydelig magt til at formulere ny lovgivning uafhængigt af kommunistpartiet. Džemal Bijedić blev valgt som premierminister. De nye ændringer havde til mål at decentralisere landet ved at tildele republikker og regioner større selvstyre. Den føderale regering ville kun bevare kontrollen over udenrigspolitik, forsvars- og sikkerhedspolitik, monetære anliggender, frihandel internt i Jugoslavien samt udviklingslån til de fattigere regioner. Kontrol over uddannelse, sundhedssystem og boliger ville blive fuldstændigt overført til republikkerne og de autonome provinsers regeringer.
Titos største styrke var i vestlige kommunisters øjne hans evne til at undertrykke nationalistiske oprør og fastholde enhed i landet. Det var Titos opfordring til enhed samt lignende tiltag, der var helt centrale i at skabe sammenhold mellem de jugoslaviske folkeslag. Denne evne blev testet flere gange i hans regeringsperiode, særligt i det kroatiske forår (også kaldet Masovni pokret, maspok, med betydningen "massebevægelse"), hvor regeringen både undertrykte offentlige demonstrationer og afvigende holdninger internt i kommunistpartiet. På trods af denne undertrykkelse blev flere af maspoks krav efterfølgende realiseret med den nye forfatning. 16. maj 1974 blev den nye forfatning vedtaget, og den aldrende Tito blev udråbt til præsident på livstid.
Titos besøg til USA undgik for en stor delden nordøstlige del af landet pga. de store minoriteter af jugoslaviske emigranter, der var bitre over kommunismen i Jugoslavien. Ved statsbesøg var sikkerheden normalt høj for at holde ham væk fra demonstranter, som ofte ville afbrænde det jugoslaviske flag. Under et besøg i FN i slutningen af 1970'erne råbte emigranter "Tito morder" uden for hans hotel i New York, hvilket han efterfølgende protesterede over til de amerikanske myndigheder.

### De sidste år
Efter de forfatningsmæssige ændringer i 1974 begyndte Tito at nedtone sin egen rolle til kun at omfatte den almindelige drift af staten. Han fortsatte med at rejse udenlands samt at modtage gæster fra udlandet, rejste til Beijing i 1977 og forsonede sig med en kinesisk ledelse, der tidligere havde stemplet ham som revisionist. Efterfølgende besøgte formand Hua Guofeng Jugoslavien i 1979. I 1978 rejste Tito til USA, hvor der under hans besøg blev iværksat stramme sikkerhedsforanstaltninger i Washington DC på grund af omfattende protester fra antikommunistiske kroater, serbere og albanere.
Titos helbred blev forværret i løbet af 1979. I denne periode blev Vila Srna bygget til ham nær Morović, såfremt han skulle få det bedre. 7. januar og igen 11. januar 1980 blev Tito indlagt på det medicinske center i Ljubljana med cirkulationsproblemer i benene. Snart efter blev hans venstre ben amputeret på grund af arterieblokeringer, og 4. maj 1980 klokken 15:05, tre dage før sin 88-års fødselsdag, døde han af koldbrand. Ved hans begravelse deltog en enorm mængde udenlandske statsmænd. Målt efter antal deltagende politikere og statsdelegationer var det på daværende tidspunkt den største statsbegravelse i verdenshistorien - en rekord, den ville beholde frem til pave Johannes Paul 2.'s begravelse i 2005 og Nelson Mandelas mindegudstjeneste i 2013. Blandt dem, der deltog, var fire konger, 31 præsidenter, seks prinser, 22 premierministre og 47 udenrigsministre. De kom fra begge sider af den kolde krig og samlet set fra 128 ud af 154 FN-medlemsstater på daværende tidspunkt.
I en artikel om hans død skrev The New York Times:
| Citat                           | Tito søgte at forbedre liv. I modsætning til andre, som kom til magten i den kommunistiske bølge efter 2. verdenskrig, forlangte Tito ikke, at hans folk skulle lide for en fjern vision om et bedre liv. Efter en indledende dyster periode under sovjetisk påvirkning bevægede Tito sig hen mod en radikal forbedring af liv i landet. Jugoslavien blev gradvist et lyspunkt i den generelle grålighed i Østeuropa. | Citat |
| The New York Times, 5. maj 1980 | |       |

Tito blev begravet i et mausoleum i Beograd, som udgør en del af et mindekompleks i det Jugoslaviske historiske museum (tidligere kaldet "Museum 25. maj" og "Revolutionens Museum"). Selve mausoleet kaldes Blomsternes hus (Kuća Cveća) og mange mennesker besøger årligt stedet, som de betragter som et minde om "bedre tider". Museet opbevarer de gaver, som Tito modtog i sin tid som præsident. Samlingen indeholder de oprindelige tryk af Los Caprichos af Francisco Goya, blandt mange andre genstande. Serbiens regering har planlagt at slå museet sammen med det Serbiske historiske museum. Ved hans død begyndte omfattende spekulationer om, hvor vidt hans efterfølgere ville kunne holde Jugoslavien sammen. I årtiet efter han død voksede de etniske spændinger og konflikter, der til sidst udløste en række krige i landet.

## Eftermæle
Mens han stadig levede, og især i det første år efter hans død, blev flere steder opkaldt efter Tito. Flere af disse steder har efterfølgende igen fået deres oprindelige navne, såsom Podgorica, tidligere Titograd (omend Podgoricas internationale lufthavn stadig identificeres med koden TGD), og Užice, tidligere Titovo Užice, som blev ændret tilbage til sit oprindelige navn i 1992. Gader i hovedstaden Beograd er også alle ændret tilbage til deres oprindelige navne fra før verdenskrigen og før kommunismen. I 2004 mistede Antun Augustinčić' statue af Tito i hans fødeby Kumrovec hovedet som følge af en eksplosion. Den blev efterfølgende repareret. To gange i 2008 var der demonstrationer på Zagrebs Marskal Titos Torv organiseret af en gruppe der kaldte sig Krug za Trg med det formål at tvinge byens ledelse til at omdøbe det til dets tidligere navn, mens en moddemonstration af "Borgeres initiativ mod ustašism" (Građanska inicijativa protiv ustaštva) beskyldte den førstnævnte gruppe for historisk revisionisme og neofascisme. Den kroatiske præsident Stjepan Mesić kritiserede demonstrationen, der søgte at ændre torvets navn. I den kroatiske kystby Opatija bærer hovedgaden (der også er den længste gade) stadig marskal Titos navn, ligesom det er tilfældet for flere gader i diverse serbiske byer, hovedsageligt i landets nordlige del. En af hovedgaderne i det centrale Sarajevo kaldes Marskal Tito Gade, og Titos statue i en park foran universitets campus (den tidligere JNA-kaserne "Maršal Tito") i Marijin Dvor er et sted, hvor bosnier og sarajevanere stadig i dag mødes og hylder Tito. Verdens største Tito-monument, omkring 10 m højt, står på Tito Plads (slovensk: Titov trg), den centrale plads i Velenje, Slovenien. En af de centrale broer i Sloveniens næststørste by Maribor er Tito-broen (Titov most). Den centrale plads i Koper, den største slovenske havneby, kaldes også Tito Plads.
Hvert år organiseres et "Broderskab og Enhed"-stafetløb i Montenegro, Makedonien og Serbien, som ender 25. maj ved "Blomsternes hus" i Beograd – Titos endelige hvilested. Løbere i Slovenien, Kroatien og Bosnien og Hercegovina starter samtidig og løber mod Kumrovec, Titos fødested i det nordlige Kroatien. Stafetløbet er et levn fra jugoslaviske tider, hvor unge mennesker lavede lignende årlige vandringer til fods gennem Jugoslavien og endte i Beograd med en stor fest.
Orson Welles er blevet citeret for at kalde Tito "den største mand i verden i dag."
I årene efter Jugoslaviens opløsning, kom visse historikere med påstande om at menneskerettighederne var blevet undertrykt i Jugoslavien under Tito, særligt i det første årti op frem til Tito-Stalin-konflikten. 4. oktober 2011 vurderede Sloveniens forfatningsdomstol, at en navngivning af en gade i Ljubljana i 2009 var forfatningsstridig. Mens flere offentlige områder i Slovenien (navngivet i den jugoslaviske periode) allerede bærer Titos navn, vurderede forfatningsdomstolen i forbindelse med omdøbningen af en yderligere gade at:
| Citat | Navnet "Tito" symboliserer ikke kun befrielsen af territoriet tilhørende det nuværende Slovenien fra fascistisk besættelse i 2. verdenskrig, som det påstås af sagens anden part, men også alvorlige overtrædelser af menneskerettigheder og grundlæggende friheder, især i årtiet efter 2. verdenskrig. | Citat |
|       | |       |

Domstolen tydeliggjorde dog også eksplicit. at formålet med gennemgangen "ikke [var] en dom om Tito som figur eller hans konkrete handlinger, såvel som ikke en historisk vægtning af fakta og omstændigheder". Slovenien har flere gader og pladser navngivet efter Tito, bedst kendt er Tito Plads i Velenje, hvor der står en 10 m høj statue.

### Kritik af Tito
Som leder af et "stærkt centraliseret og undertrykkende" regime besad Tito en enorm magt i Jugoslavien, og hans autoritære styre blev administreret gennem et omfattende bureaukrati, som rutinemæssigt undertrykte menneskerettigheder. Hovedmålet for denne undertrykkelse var i de første år kendte og angivelige stalinister, såsom Dragoslav Mihailović og Dragoljub Mićunović, men i de efterfølgende år blev også nogle af de mest fremtrædende af Titos samarbejdspartnere arresteret. 19. november 1956 blev Milovan Đilas, måske Titos tætteste samarbejdspartner og normalt betragtet som hans mulige efterfølger, arresteret efter at have kritiseret Titos regime. Undertrykkelsen gik også ud over den intellektuelle elite og forfattere såsom Venko Markovski, der blev arresteret og fængslet i januar 1956 for at skrive digte, der blev betragtet som anti-titoistiske.
Selv efter reformerne i 1961, der gjorde landet betragteligt mere liberalt end andre kommunistiske stater, fortsatte kommunistpartiet med at veksle mellem liberalisme og undertrykkelse. Jugoslaviens status som uafhængigt af Sovjetunionen blev misundet af mange i Østeuropa, men Jugoslavien blev dog stadig beskrevet som en stramt kontrolleret politistat. Ifølge David Mates havde Jugoslavien flere politiske fanger end resten af Østbloklandene tilsammen, hvis man ser bort fra Sovjetunionen.
Titos hemmelige politi blev indrettet efter det sovjetiske KGB's forbillede, og i de første årtier efter krigen var dets medlemmer overalt og opførte sig ofte udenomretsligt med middelklasse-intellektuelle, liberale og demokrater blandt sine ofre. Selv efter at Jugoslavien havde underskrevet FN's konvention om borgerlige og politiske rettigheder, så man stor på, hvordan dens bestemmelser blev overholdt.
Titos Jugoslavien var baseret på en gensidig tolerance og respekt for nationaliteter, og regimet udrensede enhver optakt til opblomstrende nationalisme, der måtte true det jugoslaviske forbund. Der var dog en vis forskel i måden, forskellige etniske grupper blev behandlet på. Jugoslaviske love garanterede, at nationaliteter kunne bruge deres eget sprog, men for etniske albanere blev deres identitet stærkt begrænset. Næsten halvdelen af de politiske fanger i Jugoslavien var etniske albanere, der var blevet fængslet for at hylde deres etniske identitet.
Udviklingen i efterkrigs-Jugoslavien under Tito var imponerende, men i 1970'erne løb landet ind i en økonomisk krise og oplevede voksende arbejdsløshed og inflation. Fra et økonomisk perspektiv afhang den model, som Tito implementerede, af gældsætning og var ikke bygget på et stabilt fundament. De optagne lån blev ikke kun anvendt i forbindelse med finansielle investeringer, men også til at dække eksisterende udgifter. Illusionen om den jugoslaviske økonomi som robust forsvandt øjeblikkeligt efter Titos død, da landet ikke kunne tilbagebetale den enorme gæld, det havde opbygget mellem 1961 og 1980. Frigivne dokumenter fra CIA viser, at det allerede i 1967 var tydeligt, at Titos økonomiske model havde opnået vækst af BNP på bekostning af overdrevne og ofte usikre industrielle investeringer og underskud på statens bundlinje. Pr. 2016 presses de tidligere jugoslaviske republikkers budget fortsat af den gæld, som de opbyggede under Titos ledelse.
Tito er blevet beskyldt for systematisk udryddelse af den etnisk tyske (Danube-schwabiske) befolkning i Vojvodina gennem udvisninger og massehenrettelser, efter at den tyske besættelse af Jugoslavien kollapsede ved slutningen af 2. verdenskrig, i modsætning til hans inkluderende attitude overfor andre jugoslaviske nationaliteter.

## Familie og privatliv
Tito havde flere affærer og var gift flere gange. I 1918 blev han bragt til Omsk i Rusland som krigsfange. Her mødte han Pelagija Belousova, som på daværende tidspunkt var tretten år; han giftede sig med hende kort efter, og hun flyttede med ham til Jugoslavien. Sammen med Belousova fik han fem børn, men kun deres søn Žarko Leon (født 4. februar, 1924) overlevede. Da Tito blev fængslet i 1928, vendte hun tilbage til Rusland, og parret blev endeligt skilt i 1936. Samme år, da Tito boede på Hotel Lux i Moskva, mødte han den østrigske Lucia Bauer. De blev gift i oktober, men alle optegnelser om deres vielse blev efterfølgende slettet.
Hans næste forhold var til Herta Haas, som han giftede sig med i 1940. Efter invasionen af Jugoslavien efterlod Tito den gravide Haas, idet han rejste til Beograd. I maj 1941 fødte hun deres søn, Aleksandar "Mišo" Broz. Igennem hele sit forhold med Haas levede Tito et promiskuøst liv og havde et parallelt forhold med Davorjanka Paunović, som var kurer i modstandsbevægelsen under kodenavnet "Zdenka", og som efterfølgende blev hans personlige sekretær. Haas og Tito blev meget pludseligt skilt i 1943 i Jajce under AVNOJ's andet møde, angiveligt efter hun opdagede hans og Paunovićs affære. Den sidste gang Haas så Tito, var i 1946. Hun døde af tuberkulose samme år, og Tito insisterede på, at hun skulle begraves i baghaven i Beli Dvor, hans residens i Beograd.
Hans bedst kendte kone var Jovanka Budisavljević. Tito nærmede sig sin 59-års fødselsdag, og hun var 27, da de endelig giftede sig i april 1952, med statssikkerhedschefen Aleksandar Ranković som forlover. Deres bryllup kom noget uventet, da Tito egentlig havde afvist hende nogle år tidligere, hvor hans fortrolige, Ivan Krajacic, havde introduceret ham til hende. Dengang, da hun var i sine tidlige 20'ere, mente Tito at hun havde en for energisk personlighed, og han valgte i stedet den mere modne operasangerinde Zinka Kunc. Budisavljević lod sig dog ikke afskrække og fortsatte med at arbejde i Beli Dvor, hvor hun bestyrede personalet og fik en ny chance, efter at Titos besynderlige forhold med Kunc forliste. Da Budisavljević var den eneste kvindelige kompagnon, som han giftede sig med, mens han havde magten i landet, kom hun til at blive SFR Jugoslaviens første (og eneste) førstedame. Deres forhold var dog ikke lykkeligt. Det havde gennemgået mange, ofte meget offentlige, op- og nedture og var præget af episoder med utroskab. Visse uofficielle rapporter indikerer at Tito og Budisavljević fik en formel skilsmisse i slutningen af 1970'erne, kort før hans død. Ved Titos begravelse var hun dog officielt til stede som hans kone, og hun gjorde sidenhen krav på hans arv. Parret fik ingen børn.
Blandt Titos mest kendte børnebørn er Aleksandra Broz, en fremtrædende teaterleder i Kroatien, Svetlana Broz, en hjertespecialist og forfatter i Bosnien-Hercegovina, og Josip "Joška" Broz, Edvard Broz og Natali Klasevski, en håndværker fra Bosnien-Hercegovina.
Som præsident havde Tito adgang til omfattende statsejet ejendom knyttet til hans embede, og han opretholdt en overdådig livsstil. I Beograd boede han i den officielle præsidentresidens, Beli Dvor, og han havde herudover et separat privat hjem. Fra 1949 og frem havde han sommerresidens på Brijuni-øerne. Pavillionen var designet af Jože Plečnik og havde blandt andet en zoologisk have. Op mod 100 udenlandske statsoverhoveder besøgte i tidens løb Tito på øresidensen, såvel som filmstjerner såsom Elizabeth Taylor, Richard Burton, Sophia Loren, Carlo Ponti og Gina Lollobrigida.
Herudover havde han endnu en residens ved Bledsøen, mens arealet ved Karađorđevo blev brugt til "diplomatiske jagter". Pr. 1974 havde den jugoslaviske præsident 32 officielle residenser, store og små, yachten Galeb ("måge"), en Boeing 727 og det Blå Tog til sin rådighed. Efter Titos død blev den præsidentielle Boeing 727 solgt til Aviogenex, Galeb forblev forankret i Montenegro, mens det Blå Tog stod i en serbisk banegårdshal i mere end to årtier.
I sin ungdom gik Tito på en katolsk søndagsskole, og han blev senere alterdreng. Efter en episode, hvor en præst slog og råbte ad ham, fordi han havde problemer med at hjælpe præsten af med sin messedragt, kom Tito aldrig igen i en kirke. Som voksen erklærede Tito ofte, at han var ateist.

### Sprog og identitet
Tito har udtalt, at han kunne tale serbokroatisk, tysk, russisk samt lidt engelsk. Hans officielle biograf og daværende centralkomité-kollega Vladimir Dedijer udtalte i 1953, at Tito talte "serbokroatisk ... russisk, tjekkisk, slovensk ... tysk (med wiensk accent) ... forstår og læser fransk og italiensk ... [og] også taler kirgisisk."
I årene efter Titos død og frem til i dag har der været flere spekulationer om hans identitet. Titos personlige læge, Aleksandar Matunović, har skrevet en bog om Tito, hvori han stillede spørgsmålstegn ved hans sande oprindelse og bemærker, at Titos vaner og livsstil kun kunne komme fra en aristokratisk familie. Den serbiske journalist Vladan Dinić beskriver i Tito nije tito flere mulige alternative identiteter, som Tito kunne have.
I 2013 blev der i flere medier rapporteret om et uklassificeret NSA-studie i Cryptologic Spectrum, som konkluderede, at Tito ikke talte sproget som indfødt, men hans tale havde egenskaber fra andre slaviske sprog (russisk og polsk). I studiet blev der nævnt en hypotese om, at "en ikke-jugoslav, måske en russer eller en polak", antog Titos identitet. Studiet bemærker også Draža Mihailovićs spekulation om Titos potentielt russiske oprindelse.
NSA-studiet blev dog forkastet af kroatiske eksperter, da det ikke havde taget med i sine overvejelser, at Titos modersmål var den meget unikke lokale ajkavisk-dialekt fra Zagorje. Den særlige accent, der kun er til stede i kroatiske dialekter, og som Tito udtalte perfekt, var det stærkeste bevis på at Titos sprog tilhørte kajkavisk dialekt.

### Tilnavnet "Tito"
Da det kommunistiske parti blev forbudt i Jugoslavien 30. december 1920, blev Josip Broz tvunget til at antage en række dæknavne i forbindelse med sin aktivitet internt i partiet, heriblandt "Rudi", "Walter" og "Tito." Broz forklarede selv valget af "Tito" således:
| Citat                          | Det var en regel i partiet dengang at man, for at reducere risikoen for at blive afsløret, ikke skulle anvende sit rigtige navn. For eksempel, hvis nogen der arbejdede sammen med mig blev arresteret, og pisket til at afsløre mit rigtige navn, ville politiet let kunne spore mig. Men politiet kendte aldrig den rigtige person, der skjulte sig bag et dæknavn, som jeg havde i partiet. Naturligvis skulle selv dæknavne ofte ændres. Selv før jeg kom i fængsel, havde jeg antaget navnene Gligorijević og Zagorac, der betyder 'manden fra Zagorje'. Jeg underskrev sågar et par avisartikler med det andet. Nu blev jeg nødt til at tage et nyt navn. Først antog jeg navnet Rudi, men en anden kammerat havde det samme navn, så jeg var forpligtet til at ændre det og antog navnet Tito. Til at begynde med brugte jeg næsten aldrig Tito; jeg begyndte udelukkende at bruge dette navn i 1938, hvor jeg begyndte at underskrive artikler med det. Hvorfor valgte jeg dette navn 'Tito', og har det en særlig betydning? Jeg tog det, som jeg ville have taget ethvert andet, fordi det faldt mig ind i netop det øjeblik. Bortset fra det så er dette navn ret udbredt i mit hjemdistrikt. Det sene 18. århundredes bedst kendte forfatter fra Zagorje blev kaldt Tito Brezovački; hans vittige komedier opføres stadig i det kroatiske teater efter mere end hundrede år. Faren til Ksaver Šandor Gjalski, en af de største kroatiske forfattere, blev også kaldt Tito. | Citat |
| Josip Broz Tito om sit dæknavn | |       |

## Priser og hædersbevisninger
Josip Broz Tito modtog i alt 119 priser og hædersbevisninger fra 60 lande på verdensplan (59 lande og Jugoslavien). 21 hædersbevisninger var fra Jugoslavien selv, hvoraf 18 blev tildelt en enkelt gang og Nationalheltordenen tre gange. Ud af de 98 internationale priser og hædersbevisninger blev 92 modtaget en enkelt gang og tre ved to forskellige lejligheder (den hvide løves orden, Polonia Restituta og Karl Marx-ordenen). Blandt de største hædersbevisninger var den franske æreslegion og nationale fortjenstorden, den britiske Order of the Bath, den sovjetiske Leninorden, den japanske Krysantemumorden, det vesttyske Bundesverdienstkreuz og Italiens fortjenstorden.
Tito fremviste sjældent sine hædersbevisninger. Efter Tito-Stalin-konflikten i 1948 og hans indsværgelse som præsident i 1953 bar Tito kun sjældent sin uniform, med mindre han var til stede i militær funktion, og selv i de tilfælde bar han normalt kun (med sjældne undtagelser) sine jugoslaviske bånd af praktiske grunde. Priserne blev kun vist i fuldt omfang ved hans begravelse i 1980. De to primære årsager til hans gode internationale ry var hans status som en af De Allieredes ledere i 2. verdenskrig og senere hans diplomatiske position som grundlægger af De alliancefri landes bevægelse.

### Indenlandske hædersbevisninger
|  |  |  |  |  |  |  |
|  |  |  |  |  |  |  |
|  |  |  |  |  |  |  |
|  |  |  |  |  |  |  |

| 1. række                                                   | Nationalheltordenen a             | Nationalheltordenen a               | Nationalheltordenen a                    | Nationalheltordenen a                   | Nationalheltordenen a                   | Nationalheltordenen a                   |
| 2. række                                                   | Jugoslaviens store stjernes orden | Frihedsordenen                      | Den socialistiske arbejderhelts orden    | Den nationale friheds orden             | Krigsflagsordenen                       | Det jugoslaviske flag med skærf         |
| 3. række                                                   | Partisanstjernen med gylden krans | Republikkens orden med gylden krans | Folkets fortjenstorden                   | Broderskab og enighed med gylden krans  | Folkets hær med laurbærkrans            | Militærfortjeneste med stor stjerne     |
| 4. række                                                   | Modets orden                      | Partisanernes mindemedalje - 1941   | 30-års medalje for sejren over fascismen | 10-års medalje for den jugoslaviske hær | 20-års medalje for den jugoslaviske hær | 30-års medalje for den jugoslaviske hær |
| Note 1: aTildelt 3 gange.                                  |                                   |                                     |                                          |                                         |                                         |                                         |
| Note 2: Alle jugoslaviske dekorationer er i dag afskaffet. |                                   |                                     |                                          |                                         |                                         |                                         |

### Udenlandske hædersbevisninger
Blandt de mest betydningsfulde priser og hædersbevisninger, som Josip Broz Tito blev tildelt af omverdenen, var de følgende.
| Pris eller hædersbevisning | Pris eller hædersbevisning                   | Land                   | Dato                              | Sted               | Note                                                                                      | Ref     |
| -------------------------- | -------------------------------------------- | ---------------------- | --------------------------------- | ------------------ | ----------------------------------------------------------------------------------------- | ------- |
|                            | Sydkorsordenen                               | Brasilien              | 19. september 1963                | Brasília           | Brasiliens højeste hædersbevisning.                                                       | [ 192 ] |
|                            | Leopoldordenen                               | Belgien                | 6. oktober 1970                   | Bruxelles          | Belgiens højeste hædersbevisning.                                                         | [ 191 ] |
|                            | Den hvide løves orden (tildelt to gange)     | Tjekkoslovakiet        | 22. marts 1946 26. september 1964 | Prag Brijuni       | Den Socialistiske republik Tjekkoslovakiets højeste hædersbevisning.                      | [ 191 ] |
|                            | Elefantordenen                               | Danmark                | 29. oktober 1974                  | København          | Danmarks højeste hædersbevisning.                                                         | [ 193 ] |
|                            | Ojaswi Rajanya's Orden                       | Nepal                  | 1974                              |                    |                                                                                           | [ 194 ] |
|                            | Æreslegionen                                 | Frankrig               | 7. maj 1956                       | Paris              | Frankrigs højeste hædersbevisning, tildelt "for ekstraordinære bidrag i kampen for fred". | [ 191 ] |
|                            | Den nationale fortjenstorden                 | Frankrig               | 6. december 1976                  | Beograd            |                                                                                           | [ 191 ] |
|                            | Det føderale fortjenstkors                   | Vesttyskland           | 24. juni 1974                     | Bonn               | Den højeste klasse af Vesttysklands eneste statslige orden.                               | [ 191 ] |
|                            | Frelserens Orden                             | Grækenland             | 2. juni 1954                      | Athen              | Den højeste kongelige hædersbevisning i Grækenland                                        | [ 191 ] |
|                            | Italiens fortjenstorden                      | Italien                | 2. oktober 1969                   | Beograd            | Italiens højeste hædersbevisning. Tildelt i Beograd.                                      | [ 191 ] |
|                            | Krysantemumordenen                           | Japan                  | 8. april 1968                     | Tokyo              | Japans højeste hædersbevisning til levende personer.                                      | [ 191 ] |
|                            | Den aztekiske ørns orden                     | Mexico                 | 30. marts 1963                    | Beograd            | Mexicos højeste hædersbevisning for udlændinge.                                           | [ 191 ] |
|                            | Den nederlandske løves orden                 | Holland                | 20. oktober 1970                  | Amsterdam          |                                                                                           | [ 191 ] |
|                            | Sankt Olavs Orden                            | Norge                  | 13. maj 1965                      | Oslo               | Norges højeste ridderorden.                                                               | [ 191 ] |
|                            | Virtuti Militari-ordenen                     | Folkerepublikken Polen | 16. marts 1946                    | Warszawa           | Polens højeste militærdekoration, tildelt for at udvise mod overfor fjenden.              | [ 191 ] |
|                            | Polonia Restituta-ordenen (tildelt to gange) | Folkerepublikken Polen | 25. juni 1964 4. maj 1973         | Warszawa Brdo Slot |                                                                                           | [ 191 ] |
|                            | Santiago af sværdets orden                   | Portugal               | 23. oktober 1975                  | Beograd            | Tildelt i Beograd.                                                                        | [ 191 ] |
|                            | Leninordenena                                | Sovjetunionen          | 5. juni 1972                      | Moskva             | Sovjetunionens højeste nationale orden.                                                   | [ 191 ] |
|                            | Sejrsordenena                                | Sovjetunionen          | 9. september 1945                 | Beograd            | Sovjetunionens højeste militære udmærkelse, kun tildelt 5 udlændinge i verdenshistorien.  | [ 195 ] |
|                            | Serafimerordenen                             | Sverige                | 29. februar 1959                  | Stockholm          |                                                                                           | [ 191 ] |
|                            | Most Honourable Order of the Bath            | Storbritannien         | 17. oktober 1972                  | Beograd            | Tildelt i Beograd af dronning Elizabeth 2.                                                | [ 191 ] |

## Fodnoter

## Yderligere læsning
- Batty, Peter (2011). Hoodwinking Churchill: Tito's Great Confidence Trick. ISBN 978-0-85683-282-6.
- Beloff, Nora (1986). Tito's Flawed Legacy: Yugoslavia and the West Since 1939. Westview Pr. ISBN 0-8133-0322-2.
- Carter, April (1989). Marshal Tito: A Bibliography. Greenwood Press. ISBN 0-313-28087-8.
- Đilas, Milovan (2001). Tito: The Story from Inside. Phoenix Press. ISBN 1-84212-047-6.
- Maclean, Fitzroy (1957). Disputed Barricade. London: Jonathon Cape.
- Maclean, Fitzroy (1980). Tito: A Pictorial Biography. McGraw-Hill. ISBN 0-07-044671-7.
- Joze Pirjevec: Tito - die Biographie. München: Kunstmann-Verlag 2016 (in German), ISBN 978-3-95614-097-6.
- Vukcevich, Boško S. (1994). Tito: Architect of Yugoslav Disintegration. Rivercross Publishing. ISBN 0-944957-46-3.